# Oroszlán Szonja
Oroszlán Szonja (Budapest, 1977. május 19. –) magyar színésznő.

## Életpályája
Édesapja Oroszlán Gábor, az Atlas együttes basszusgitárosa. 1993–1997 között a Cool Miners énekese volt. Édesanyja, Gazdag Beáta ügyvéd, a színésznő menedzsere. Oroszlán 1995-ben érettségizett a Hunfalvy János Közgazdasági és Külkereskedelmi Szakközépiskola német kétnyelvű külkereskedelmi ügyintéző osztályában. Majd a tengerentúlon tanult tovább, 1995-től a Boston, Berklee College of Music ének kurzusán vett részt. 1997–2001 között a Színház- és Filmművészeti Egyetemen folytatta tanulmányait operett-musical színész szakon Szirtes Tamás osztályában, ahol 2001-ben diplomázott. De közben 1998-ban New Yorkba utazott, hogy részt vegyen az American Academy Arts színész kurzusán. Másoddiplomáját 2001–2002 között szerezte az ELTE Bölcsészkarán, kulturális menedzser képzésen. Állítása szerint mindig is humán beállítottságú, művészlélek volt, és az édesanyja felügyelte a menedzsmentjét, a szerződéseit.
1996-ban a Kecskeméti Katona József Színház, A dzsungel könyve című darabjában megkapta első szerepét, a Túnát. 1998 óta rendszeresen szinkronizál. 2000-től a Vígszinháznál és a Pesti Színháznál játszott. 2005-ben a Centrál Színházban a Legénylakás című darabban volt látható, de 2006-tól már a Madách Színház színésznője volt. Majd 2009–2011 között az RTL Klub Csillag születik című tehetségkutató műsorának egyik zsűritagja lett. 2013-tól a Játékszínben a 8 nő, a Legyen a feleségem!, és a A Játékkészítő című darabban játszott. Első filmszerepét 1998-ban a Jancsó Miklós által rendezett, Nekem lámpást adott kezembe az úr Pesten című filmben kapta. Majd olyan filmekben szerepelt, mint az Egy szoknya egy nadrág, az Egy bolond százat csinál, a Magyar vándor, a Valami Amerika trilógia. 2015-ben mégis maga mögött hagyott mindent és Amerikába költözött. Saját elmondása szerint szeretett volna kitörni a „buta és szőke” szerepéből, ezért hagyta el hazáját és ment a tengerentúlra.  2016-ban az Amerikai Arden Színházban kapott szerepet. Amerikában eljátszotta Csehov Sirály c. darabjában a megkeseredett, kiábrándult, idősödő színésznőt, Arkagyinat, majd 2018-ban a Dobó Kata rendezte Kölcsönlakás című filmben szerepelt, ami 2019 legnézettebb magyar filmje lett. 2019-ben két amerikai filmben a Kecksburg és a Journey of 3 Women című filmekben szerepelt. 2015–2020 között részben Philadelphiában élt, ahol állatorvosi asszisztensi képesítést is szerzett. 2020-ban visszaköltözött Budapestre.

## Második hivatása
Amellett, hogy 2024-ben is folyamatosan forgat, elindította saját lóterapeuta praxisát. Az állatorvosi asszisztensi képzés elvégzése után megismerkedett az amerikai licencen alapuló Masterson Method® módszerével, melynek gyakorlati alkalmazója lett Magyarországon. Elmondása alapján ezzel teljesült még egy gyermekkori álma, hogy saját praxist építhetett, melyről egy WakeUp Magazin interjúban számolt be.

## Magánélete
2003-ban jött össze a vízilabdázó Kásás Tamással, 2005-ben szakítottak. Előtte Bakai Tamás egykori lemezlovassal járt. 2011 márciusában New Yorkban férjhez ment T. Zoltán teniszedzőhöz, azonban két év után, 2013-ban kimondták a válásukat. Ugyanebben az évben, 2013 februárjában jelent meg a vízilabdázó Kásás Tamás kissé bulvárosra sikerült önéletrajzi könyve, a Kása, amelyben a színésznővel való kapcsolatáról is írt. Többször felröppentek a békülésükről szóló pletykák, azoknak azonban nem volt valóság alapja.
Botránya: 2005 szeptemberében a Blikk bulvárlap címlapon közölte le, hogy a vízilabdázó Benedek Tibor elcsábította volna a színésznőt, miközben a Kásás Tamáshoz fűződő kapcsolatnak a nyilvánosság előtt alig lett vége. A történet pikantériája, hogy Benedek barátnőjével, a modell Epres Pannival is barátnői viszonyt ápolt a színésznő. Benedek mellett egy emberként álltak ki a vízilabdázó csapattársai és edzői, a rágalmazás és becsületsértés miatt indított többmilliós pert Benedek megnyerte.

## Színházi szerepei

### Oroszlán Szonjaként
A Színházi Adattárban regisztrált bemutatóinak száma: 19.
- MacDermot: Hair....
- Kander-Ebb: Chicago....Velma
- Sondheim: Egy kis éji zene....Petra
- Kárpáti Péter: Pájinkás János....Tehóm és Behóm, a két Sárkánykirály
- Makszim Gorkij: Nyaralók....Szonya
- Eisemann Mihály: Egy csók és más semmi....Teca
- Grimm: Hamupipőke....Aranka, a mostohatestvér
- Burt Bacharach: Legénylakás....Fran Kubelik
- Mel Brooks: Producerek....Ulla
- Galambos Attila: Kurt Weill Cabaret....
- Hamlisch: Édeskettes hármasban....Sonia Walsk
- Andrew Lloyd Webber: Macskák....Bombalurina
- Sondheim: Szenvedély....
- Simon: És mennyi szerelem!....Sophie Rauschmeyer
- Eisemann Mihály: Fekete Péter....Hajnal Nikolett
- Clark: Mégis kinek az élete?....Joey Sadler
- Cooney-Hilton: 1x3 néha 4, avagy egyszerháromnéhanégy....Winnie
- Sherman-Stiles: Mary Poppins....Mary Poppins

### Oroszlán Sonjaként
A Színházi Adattárban regisztrált bemutatóinak száma: 1.
- Dés László: A dzsungel könyve....Túna

## Filmjei

### Játékfilmek
- Nekem lámpást adott kezembe az Úr Pesten (1999)
- Új faj (2001)...Newscaster
- Valami Amerika (2002)...Timi
- Ezt kell beoszd mára, bébi! (2003)...Réka
- Magyar vándor (2004)...Toldi menyasszonya
- Egy szoknya, egy nadrág (2005)...Pintér Ibolya
- A harag napja (2006)...Isabel de Mendoza
- Egy bolond százat csinál (2006)
- Valami Amerika 2. (2008)...Timi
- Casting minden (2008)...Ildikó
- Hellboy 2. - Az aranyhadsereg  (2008)...Woman with Baby
- Szíven szúrt ország (2009)
- Road: Nem elég /Rövidfilm/ (2011)
- Mentőexpedíció (2015)...Launch Control
- A játékkészítő (2016)...Aquatánia
- Valami Amerika 3. (2018)...Timi
- Kölcsönlakás (2019)...Szakács Petra
- Kecksburg (2019)...Roza Zelienski
- The Journey of 3 Women (2019)...Madame Bouvier
- Backstage /Rövidfilm/ (2022)...Titania
- R.I.P.D. 2: Rise of the Damned (2022)...Corseted Blonde
- Wieland (2024)...Baroness De Stolberg
- Fortyogó indulatok (2024)...Host-Taurus

### Tévéfilmek
- Kisváros /TV Sorozat/ 4 epizód (2001)...Martos Szonja
- Kávéház /Tv Sorozat/ 3 epizód (2001)...Orsi
- Szeret, nem szeret /TV Sorozat/ 68 epizód (2002-2004)...Brigi
- Tea /TV Sorozat/ 1 epizód (2003)...Brigi
- Jómodor@huú (2004)...Mari
- Mindenből egy van /TV Sorozat/ 14 epizód (2011-2016)...Pálma
- Hacktion /TV Sorozat/ 17 epizód (2011-2012)...Zsolnay Betti
- Szájhősök /TV Sorozat/ 1 epizód (2012)...Csillag Barbara
- Shakespeare 37 /TV Sorozat/ 1 epizód (2021)...Wife of the marshall
- Brigi és Brúnó /TV Sorozat/ 105 epizód (2022–2023)...Brigi
- Bécsi vér /TV Sorozat/ 1 epizód (2022)...Frau Schmollinger
- Valami Amerika /TV Sorozat/ 7 epizód (2023)…Timi

## Szinkronszerepei
- Hófehérke és a hét törpe (Snow White and the Seven Dwarfs) [1937] .... Hófehérke
- Főnök szoknyában (Une souris chez les hommes) [1964] .... Catherine (Dora Doll)
- Indián a szekrényben (The Indian in the Cupboard) [1995]
- Egy nehéz nap (Thursday) [1998] .... Dallas (Paulina Porizkova)
- Agyatlan apartman (Guest House Paradiso) [1999]
- Botcsinálta túsz (Held Up) [1999] .... Rae (Nia Long)
- Majd, ha fagy! (Mystery, Alaska) [1999] .... Sarah Heinz (Megyn Price)
- Női mosdó (Ladies Room) [1999] .... Lauren (Veronica Ferres)
- Oltári vőlegény (The Bachelor) [1999]
- Pokémon: Az első film (Pokémon: The First Movie) [1999]
- Toy Story 2. (Toy Story 2) [1999]
- 102 kiskutya (102 Dalmatians) [2000]
- Anatómia (Anatomie) [2000] .... Gretchen (Anna Loos)
- A csajozás ásza (The Ladies Man) [2000] .... Julie Simmons (Karyn Parsons)
- Dr. T és a nők (Dr T and the Women) [2000]
- A Grincs (How the Grinch Stole Christmas) [2000]
- Hangyák a gatyában (Harte Jungs) [2000] .... Leonie (Mina Tander)
- A hatodik napon (The 6th Day) [2000] .... Virtuális barátnő (Jennifer Gareis)
- Horrorra akadva (Scary Movie) [2000] .... Drew Decker (Carmen Electra)
- Mi kell a nőnek? (What Women Want) [2000] .... Annie (Sarah Paulson)
- Shaft (Shaft) [2000] .... Trey barátnője (Elizabeth Banks)
- Doktor Szöszi (Legally Blonde) [2001] .... Margot (Jessica Cauffiel)
- Nő a baj (Saving Silverman) [2001] .... Sandy (Amanda Detmer)
- Reszkess, Amerika! (Just Visiting) [2001] .... Amber (Bridgette Wilson)
- Shrek (Shrek) [2001]
- Susi és Tekergő 2. – Csibész, a csavargó (Lady and the Tramp II: Scamp's Adventure) [2001] .... Angyal
- Véres Valentin (Valentine) [2001] .... Shelley Fisher (Katherine Heigl)
- Álmok útján (Crossroads) [2002] .... Kit (Zoe Saldana)
- Bővér szálló (Sorority Boys) [2002] .... Leah (Melissa Sagemiller)
- Kutyám, Jerry Lee 3. (K-9: P.I.) [2002] .... Laura Fields (Kim Huffman)
- Perlasca – Egy igaz ember története (Perlasca. Un eroe italiano) [2002] .... Éva (Christiane Filangieri)
- Igazából szerelem (Love Actually) [2003] .... Juliet (Keira Knightley)
- Vágta (Seabiscuit) [2003] .... Marcela Howard (Elizabeth Banks)
- A legelő hősei (Home on the Range) [2004] .... Reményke
- Nyerj egy randit Tad Hamiltonnal! (Win a Date with Tad Hamilton!) [2004] .... Rosalee Futch (Kate Bosworth)
- Kőkemény család (The Family Stone) [2005] .... Amy Stone (Rachel McAdams)
- Kutyátlanok kíméljenek (Must Love Dogs) [2005] .... Christine (Ali Hillis)
- Négyen egy gatyában (The Sisterhood of the Traveling Pants) [2005] .... Bridget (Blake Lively)
- Telhetetlen pasifaló (Scharf wie Chili) [2005] .... Esther Brandt (Alexandra Neldel)
- A harag napja (Day of Wrath) [2006] .... Isabel de Mendoza
- Taplógáz (Talladega Nights: The Ballad of Ricky Bobby) [2006]
- A Hold és a csillagok (The Moon and the Stars) [2007] .... Pincérnő
- Plasztik szerelem (Lars and the Real Girl) [2007] .... Margo (Kelli Garner)
- Harmadik Shrek (Shrek the Third) [2007] .... Rapunzel
- Appaloosa – A törvényen kívüli város (Appaloosa) [2008] .... Allison French (Renée Zellweger)
- Hellboy II – Az Aranyhadsereg (Hellboy II: The Golden Army) [2008] .... Nő a csecsemővel
- Immigrants – Jóska menni Amerika (Immigrants (L.A. Dolce Vita)) [2008] .... Anyja, Vlad lánya
- Tan-túra (College Road Trip) [2008] .... Wendy Greenhut (Molly Ephraim)
- Nem kellesz eléggé (He's Just Not That Into You) [2009] .... Mary Harris (Drew Barrymore)
- Páros mellékhatás (Couples Retreat) [2009] .... Trudy (Kali Hawk)
- Valentin nap (Valentine's Day) [2010] .... Felicia (Taylor Swift)
- Rossz tanár (Bad Teacher) [2011] .... Amy Mókus (Lucy Punch)
- Visszatérés Óz birodalmába (Legends of Oz: Dorothy's Return) [2013] .... Dorothy
- Abc és Magic (Abc and Magic) (2017)...Jessica
- Volt egyszer egy stúdió (Once Upon a Studio) (2023) ...Hófehérke

## Egyéb tévés munkái
- Csillag születik 2. (tévéshow) zsűritag (2009)
- Csillag születik 3. (tévéshow) zsűritag (2011)
- Magyarország, szeretlek! (tévévetélkedő) szereplő (2011)
- A nagy duett 3. évad (tévéshow) szereplő (2014)
- A Konyhafőnök VIP 5. évad (tévéshow) szereplő (2020)

## Diszkográfia
- 1993 és 1997 között a Cool Miners zenekar énekese volt
- 2002: Tépj szét (Valami Amerika)
- 2002: Vetkőzés (Valami Amerika)
- 2007: Bebe & Oroszlán Szonja - Micsoda nő ez a férfi
- 2008: Pierrot & Oroszlán Szonja - Time After Time
- 2013: Radics Gigi, Wolf Kati, Oroszlán Szonja - Szív dala
- 2021: Almási Kitti: Lezárás, elengedés, újrakezdés

## Díjai, elismerései
- 2002 – VOXCar-díj, legjobb magyar betétdal (Vetkőzés)
- 2002 – Aranylemez (Valami Amerika)
- 2002 – a Beau Monde Magazin különdíja
- 2003 – Ikarus Díj, Berlinale Shooting Star Program (Berlin)
- 2003 – VOXCar-díj, legjobb magyar színésznő
- 2003 – CINEMAX - Phoenix-díj, legkedveltebb színésznő a nézők szavazata alapján
- 2007 – Csillagok Fala
- 2007 – Cosmo Díj, legjobb színésznő és a Best of Best
- 2008. augusztus 20. – Magyar Köztársasági Arany Érdemkereszt
- 2010 – Cosmo Díj, legjobb színésznő